# Pedro Rebollo Soria
Pedro Rebollo Soria (Zaragoza, 26 de junio de 1962 - Huesca, 30 de diciembre de 2021), fue un actor, dramaturgo, director y crítico de teatro español.

## Biografía
Nacido en Zaragoza. Tras formarse durante su juventud, en la Escuela Municipal de Teatro de su ciudad natal, debutó como actor profesional en 1983. Comenzó trabajando con varias compañías aragonesas — Nuevo Teatro de Aragón, Teatro Arbolé, Teatro Imaginario, Teatro de la Ribera,  Tranvía Teatro, Teatro del Temple—, entre otras. Fue crítico teatral durante varios años en Diario 16.
Con una extensa carrera teatral, actuó en múltiples obras como: Severa vigilancia; Terciopelo Negro, Sangre en el cuello del gato, El viejo y el mar,  El público, Como Cómicos, La vida es sueño; Luces de Bohemia, o La noche justo antes de los bosques  Con esta última recibió la nominación a los Premios Max, y una crítica de Eduardo Haro Tecglen en la que le consideraba "el mejor actor de varias generaciones"-
En su última etapa en los escenarios, formaba parte de la compañía oscense Viridiana, con la que triunfó con títulos como Ligeros de equipaje, La campana de Aragón, El Mantero, y la última obra que representó en vida, La lluvia amarilla (2021), una adaptación de la novela de Julio Llamazares
También intervino en varias series de televisión como: Águila Roja, Aída, Arrayán, El Comisario, Cuenta atrás, Diarios del miedo, Doctor Mateo, Los hombres de Paco, Hospital central, El Internado, R.I.S, Los Serrano, El tiempo entre costuras.
Participó en el rodaje de varias películas como Jamón, jamón , Réquiem por un campesino español, La novia, Isi Disi 2: Alto voltaje, Incierta Gloria o Planeta 5000. 
En 2011, la librería Cálamo organizó unas funciones de microteatro de tres de sus obras: Zaragoza y el VI Reich, Introducción al Zohar y La verdadera historia de Thomas Bernhard. Y en 2013 fundó, junto a Javier Aranda, el Centro Dramático del Desierto. 
En lo personal, fue pareja de la actriz zaragozana Laura Plano, con quien tuvo a su única hija, Violeta Rebollo (1994).
Tras varios meses de lucha retirado de los escenarios, falleció el 30 de diciembre de 2021, a los 59 años, a consecuencia de un cáncer.